# Franz Erich Caspar
Franz Erich Caspar (* 7. September 1849 in Stralsund; † 24. Juni 1927 in Berlin) war ein deutscher Rechtswissenschaftler und Ministerialbeamter.

## Leben
Nach dem Studium der Rechtswissenschaften und Staatswissenschaften wurde er 1869 Rechtsreferendar in Greifswald, Berlin und danach 1874 bis 1875 in Paderborn. 1875 wurde er Gerichtsassessor und Hilfsrichter am Kreisgericht Berlin, ehe er 1877 Kreisrichter in Brandenburg an der Havel wurde. Noch im gleichen Jahr ging er als Regierungsassessor nach Potsdam und dann 1880 als Hilfsarbeiter in das kurz zuvor gegründete Reichsamt des Innern, in dem er 1881 zum Regierungsrat und Ständigen Hilfsarbeiter befördert wurde. Zwischen 1885 und 1889 folgte eine Verwendung als Geheimer Regierungsrat und Mitglied im ebenfalls kurz zuvor gegründeten Reichsversicherungsamt.
1889 kehrte er als Vortragender Rat in Reichsamt des Innern zurück, in dem er 1892 auch zum Geheimen Oberregierungsrat befördert wurde. In dieser Funktion war er von 1894 bis 1896 auch Mitglied im Bundesamt für Heimatwesen sowie 1896 Vorsitzender des Oberseeamtes. 1901 erfolgte seine Ernennung zum Direktor im Reichsamt des Innern sowie 1912 zum Wirklichen Geheimen Rat mit dem Anrederecht "Exzellenz".
Am 2. November 1917 wurde er zum Unterstaatssekretär im Reichswirtschaftsamt berufen. Ein knappes Jahr später wurde er im Oktober 1918 Unterstaatssekretär im Reichsarbeitsamt.
Nach der Neuorganisation als Reichsarbeitsministerium wurde er dort am 21. März 1919 Staatssekretär. Im Juli 1919 wurde er in den Ruhestand verabschiedet und als Staatssekretär von Hermann Geib abgelöst.
Franz Caspar war Ehrendoktor der Rechtswissenschaften.
Seine Konfession war jüdisch. Sein Vater war der Kammergerichtsnotar Eduard Caspar (1816–1891). Franz Caspar war mit Anna geb. Vonhoff verheiratet. Sie hatten eine Tochter.
Franz Erich Caspar starb 1927 im Alter von 77 Jahren in Berlin. Sein Grab befindet sich auf dem Alten St.-Matthäus-Kirchhof in Berlin-Schöneberg.

## Werke
- Zur Reform der Sozialversicherung, 1920.

## Quelle
- Acta Borussica. S. 370. (PDF; 2,9 MB)
- Florian Tennstedt: Porträts und Skizzen zur Geschichte der Sozialpolitik in Deutschland. Selbstverlag, Kassel 1983, DNB 209779004.